# سفين شميد
سفين شميد (بالألمانية: Sven Schmid)‏ هو مبارز بالسيف ألماني، ولد في 21 يناير 1978 في جوهانسبرغ في جنوب أفريقيا.

## وصلات خارجية
- سفين شميد على موقع الاتحاد الدولي للمبارزة (الإنجليزية)
- سفين شميد على موقع أوليمبيديا (الإنجليزية)